# Свята Олена знаходить Істинний Хрест (Тьєполо)
«Свята Олена знаходить Істинний Хрест» (італ. Sant'Elena rinviene la vera Croce) — картина італійського живописця Джованні Баттісти Тьєполо (1696–1770), представника венеційської школи. Створена приблизно у 1745 році. З 1812 року зберігається в колекції Галереї Академії у Венеції.
Полотно знаходилось на плафоні церкви Каппучіне у сест'єре (районі) Кастелло у Венеції (церква була зруйнована під час створення наполеонівських садів). 
Сцена навіяна середньовічною легендою про історію Животворного Хреста, яка бере свій початок від міфу про Едемське дерево і дійшла до часів імператора Іраклія (VII ст.). На полотні зображений епізод знаходження Хреста святою Оленою (матір'ю Константина Великого, римського імператора, що видав едикт, за яким християнство було визнане офіційною релігією). За легендою, воскресіння покійної, яку поклали перед кожним з трьох хрестів, знайдених під землею, визначило, який саме хрест став знаряддям страти Ісуса.
Полотно має складну побудову перспективи знизу вверх, що можна оцінити лише частково, оскільки воно видалене з оригінального контексту. Рафінована кольорова палітра, пройнята світлом, підкреслює смисл сцени, що підпорядковується святій Олені — центральній осі, навколо якої обертається уся композиція, — зображеній в урочистій позі перед Істинним Хрестом. Тьєполо зображує земний регістр персонажів щільним напівкільцем зі складним перехресним рухом, обтяжуючи його колоритом, щільними формами, що дозволяє хресту, панувати у світлому і прозорому небесному просторі. На полотні також помітні фрагменти античних споруд, що символізують разом з Хрестом перемогу християнства над язичництвом.